# 苏武雄
苏武雄（1945年—），广东汕头人，汉族，中华人民共和国政治人物、第十一届全国人民代表大会广东地区代表。
毕业于汕头市广播电视大学行政管理专业。担任雅倩集团有限公司董事长。2008年起担任全国人大代表。